# MTV Kronberg
Der MTV Kronberg (vollst.: Männer Turn Verein 1862 e. V. Kronberg/Ts.) ist ein deutscher Sportverein aus Kronberg im Taunus. Überregional bekannt ist der Verein vor allem durch seine Basketballabteilung. Die Basketballmannschaft der Männer spielte vier Jahre in der 2. Basketball-Bundesliga.

## Geschichte
Die Geschichte des Vereins beginnt 1862 mit 21 turnenden Männern, die sich im „Turnverein Cronberg“ zusammentun und sich fortan auf einem Turnplatz am Kastanienstück am „Deutschen Kaiser“ körperlich austoben. Es ist die Zeit von Turnvater Jahn und die „körperliche Ertüchtigung“ eher noch unbekannt und revolutionär. Aber das Ganze erhält mit einer Turnordnung auch einen ordentlichen Rahmen.
- 1961: Der Verein ist auf 523 Mitglieder angewachsen. Der Sportplatz an den Schülerwiesen wird eingeweiht.
- Ab 1970: Nach den Sportangeboten Turnen, Handball und Leichtathletik beginnt die Zeit zahlreicher Abteilungsgründungen. Den Anfang macht die Basketballabteilung. Weiter geht es mit Gründung der Abteilungen Judo und Tanzsport, Sportabzeichengruppe, Laufen, Hockey sowie Radsport.
- 1984: Die neue Vereinssporthalle wird eingeweiht. Die Mitgliederzahl von 2.567 macht den MTV Kronberg zum Großverein.
- Ab 1988: finden weitere Abteilungsgründungen statt: Skischule, Freizeitsport mit Gesundheits- und Sportkursen, Triathlon. Es gibt nunmehr 13 Abteilungen für 2756 Mitglieder, die 240 Stunden Sport pro Woche treiben.
- 1991: Der großen Vereinsfamilie wird durch einen Erweiterungsbau mit Sauna und Fitness-Studio Rechnung getragen. Die Mitgliederzahlen steigen weiter an. Ende 1992 werden 3246 Mitglieder von 121 Trainern und Übungsleitern betreut.
- 2003: Beim MTV gibt es für 3833 Mitglieder Sportangeboten in 15 Abteilungen.

## Nachwuchsförderung
Unter der Bezeichnung Basketball Academy Rhein-Main kooperiert der MTV Kronberg mit dem Bundesligisten Skyliners Frankfurt.

## Bekannte Sportler des MTV Kronberg
| Basketball - Ruben Spoden 2001–2005 - Alex King 2002 (im Kooperationsrahmen mit Skyliners Frankfurt) - Max Merz bis 2009 Leichtathletik - Fritz Schilgen |
| Laufen - Sarah Kistner 2015 |
| |